# Kunsthaus Nordrhein-Westfalen Kornelimünster

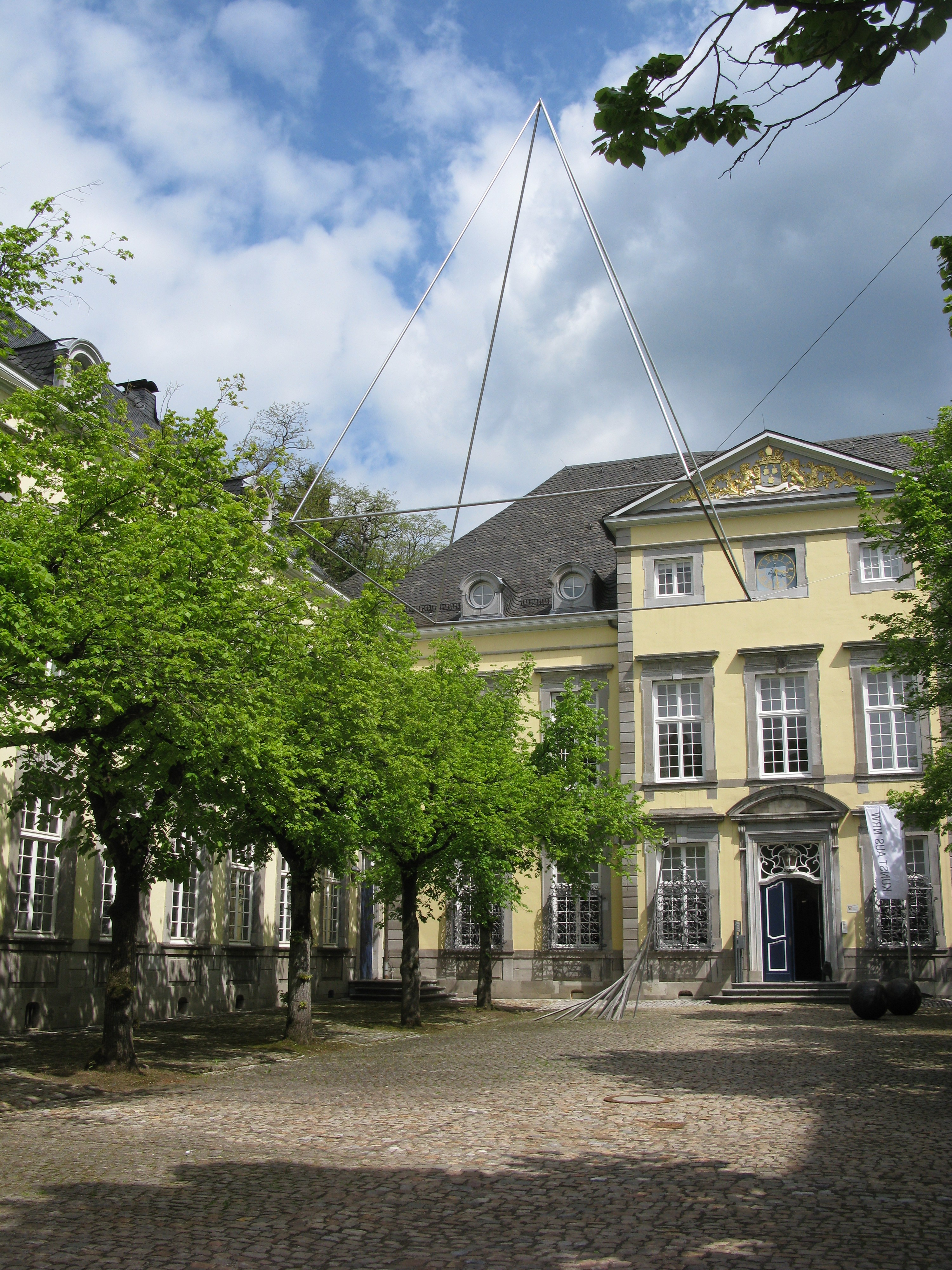
Ehrenhof und Haupteingang mit Kunstwerken von Günter Zins, Christian Forsen und Ansgar Nierhoff (2013)

Das Kunsthaus NRW Kornelimünster (bis 2015 „Kunst aus NRW“) ist ein Programm der „Kunsthaus NRW Gesellschaft zur Förderung der Bildenden Kunst“, einer Einrichtung des Ministeriums für Kultur und Wissenschaft NRW. Es hat seit 1976 seinen Sitz in der ehemaligen Reichsabtei Kornelimünster in Aachen-Kornelimünster. Das Kunsthaus dokumentiert und vermittelt in Ausstellungen sowie durch Publikationen, Veranstaltungen und Bildungsangebote das Kunstschaffen in Nordrhein-Westfalen und macht den Wandel der künstlerischen Ausdrucksformen vom Beginn der Modernen Kunst um 1912 bis in die Gegenwart anschaulich. Weitere Programme der gemeinnützigen Gesellschaft sind die „Kunsthaus NRW Artothek“ (seit 1948/49), das „Landesbüro für Bildende Kunst NRW“ (seit 2017) sowie das Forschungsprojekt „Kunst in Landesbesitz“ (seit 2023).
Leiter und Geschäftsführer der Kunsthaus NRW gGmbH ist seit 2015 Marcel Schumacher.

## Sammlung

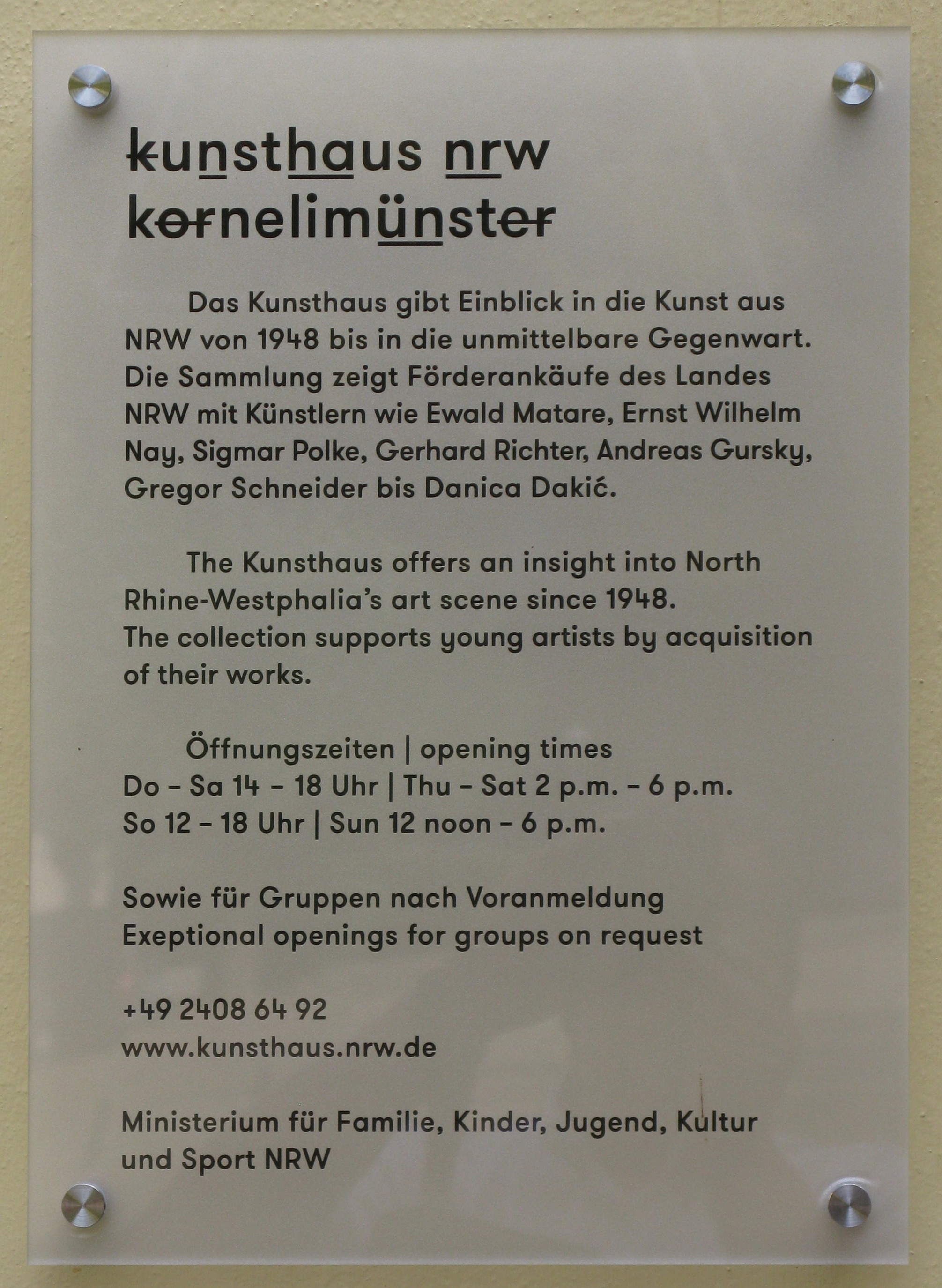
Eingangsschild

Die Sammlung des Kunsthauses wurde 1948 begründet. War in den Anfangsjahren die Unterstützung entrechteter Künstler aus NRW vorrangiges Anliegen, steht seit den 1960er Jahren die Förderung herausragender junger Talente aus NRW im Vordergrund.
Die Sammlung umfasst mittlerweile über 5.000 Werke, die zwischen 1910 und der heutigen Zeit entstanden sind, und sie wird ständig erweitert. Vertreten sind international etablierte Künstler aber auch Kunstschaffende jüngerer Generationen.
Teile der Sammlung bilden den Bestand der Artothek des Landes NRW. Dies ermöglicht umfangreiche Ausleihen: Etwa 1.300 Werke sind derzeit (Stand 2024) an Ministerien und Behörden des Landes ausgeliehen und damit an verschiedenen Orten in NRW sichtbar nach dem Prinzip „aus NRW, für NRW“.
Die Wechselausstellungen des Kunsthauses nehmen die Werke junger Künstler, die aktuellen Entwicklungen der Kunst in Nordrhein-Westfalen, Belgien und den Niederlanden sowie die eigene Sammlung der Förderankäufe im Bereich Bildende Kunst des Landes Nordrhein-Westfalen in den Blick. Im Gartensaal des Klosters finden regelmäßig durch die „Kulturinitiative Kornelimünster e. V.“ organisierte Kulturveranstaltungen statt.

## Förderankäufe

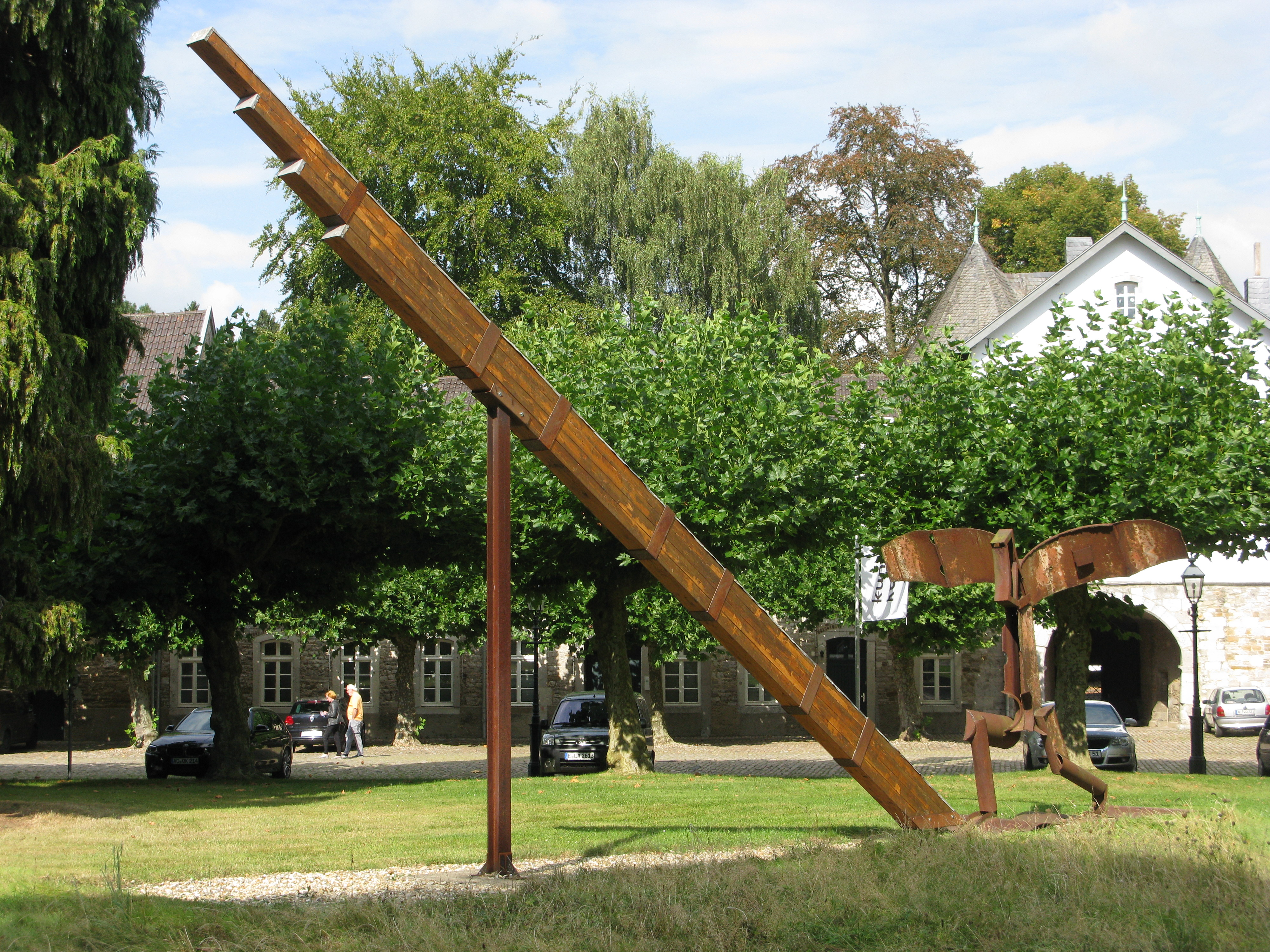
Startbahn für Beflügelte von Manfred M. Ott, 1985/2002, vorderer Garten neben dem Ehrenhof rechts (2016)
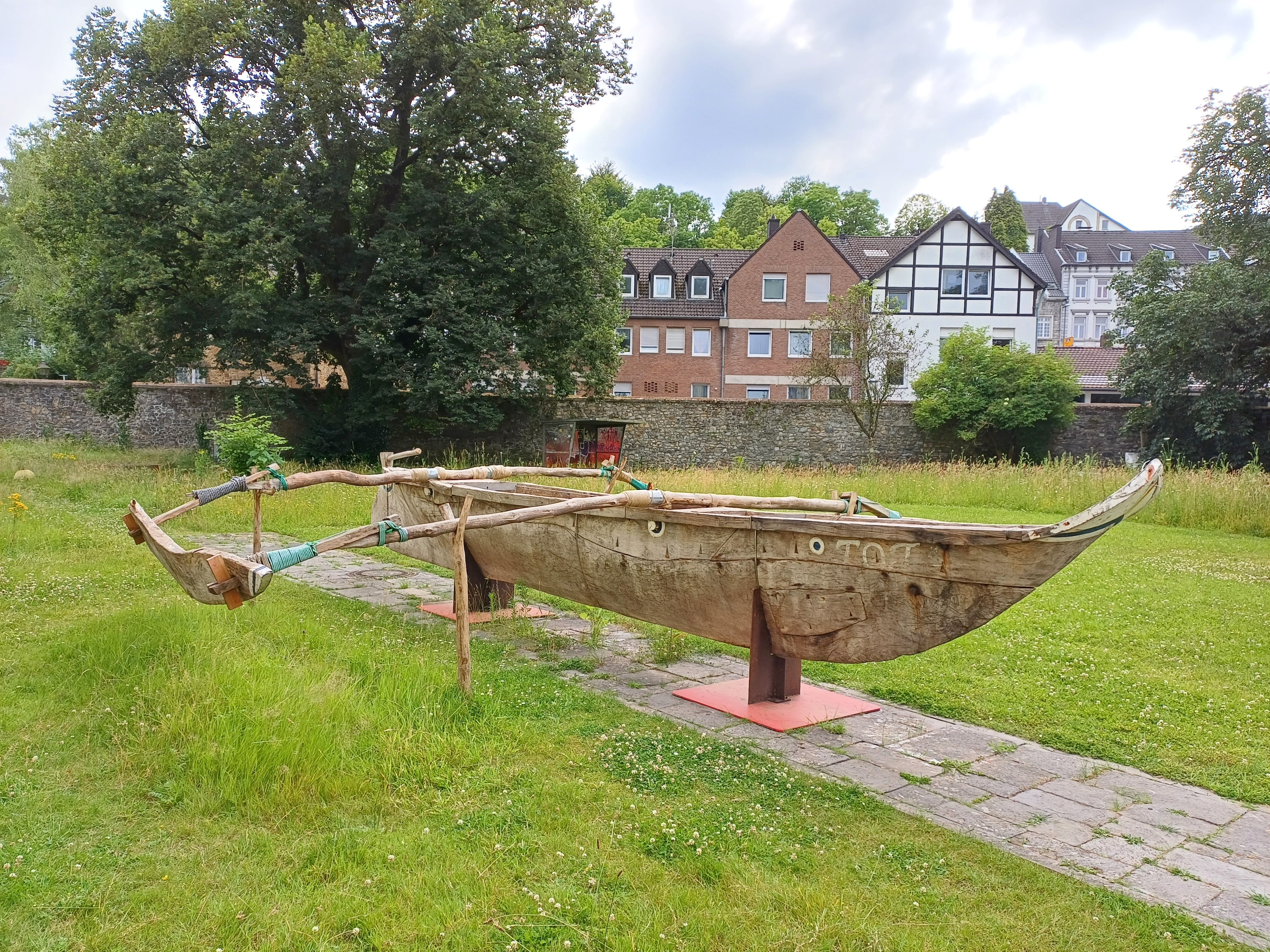
Einbaum-Boot aus Mangoholz vom Strand bei Mombasa, Künstler: Rainer Junghanns (2024)

Im ersten Jahr der Förderankäufe 1948/49 erwarb das Kultusministerium des neu geschaffenen Landes NRW insgesamt 191 Kunstwerke zur Existenzsicherung von 125 Künstlern, die wegen ihrer „Entarteten Kunst“ unter den Nationalsozialisten verfolgt worden sind, sowie von jungen Künstlern. Das erste Kunstwerk der Sammlung war ein Aquarell des Künstlers Karl Schwesig mit dem Titel Schildkröte. Viele der Neuerwerbungen wurden damals auf Wunsch der Kabinettsmitglieder im Gästehaus der Landesregierung aufgehängt. Seit den 1960er Jahren liegt der Ankaufsschwerpunkt bei der Nachwuchsförderung.
Grundbedingungen für einen Förderankauf durch das Kunsthaus sind u. a. ein Studienabschluss an einer der Kunsthochschulen Nordrhein-Westfalens oder ein Wohnsitz im Land. Die Altersgrenze der Förderung liegt bei 45 Jahren, in Ausnahmefällen wählt die Kommission auch jenseits dieser Grenze Ankäufe zur Förderung oder Würdigung aus. Seit 2015 recherchiert und entscheidet jährlich eine alle drei Jahre rotierende, mehrköpfige Fachkommission über die Förderankäufe, für die eine Initiativbewerbung nicht möglich ist. Die angekauften Kunstwerke werden im Kunsthaus NRW Kornelimünster ausgestellt, erforscht, gelagert sowie über die „Kunsthaus NRW Artothek“ an Ministerien und andere Landesbehörden ausgeliehen.
Die Ankäufe und die vom Land jährlich vergebenen Förderpreise dienen dazu, einzelne, am Anfang ihrer Karriere stehende Künstler mit Bezug zu Nordrhein-Westfalen durch Ankauf oder Preis ideell und finanziell zu fördern, die öffentliche Wahrnehmung auf sie zu lenken und ihnen einen besonderen Stellenwert einzuräumen durch die Aufnahme in eine wachsende öffentliche Sammlung.

## Ehemalige Reichsabtei in Aachen-Kornelimünster
Nach dem Zweiten Weltkrieg wurde das Land Nordrhein-Westfalen Eigentümer der 814 durch Benedikt von Aniane gegründeten und 1802 säkularisierten Reichsabtei Kornelimünster. Weil im Rahmen der Säkularisierung die Abteikirche St. Kornelius der katholischen Gemeinde als Pfarrkirche überlassen wurde, wurde das Land lediglich Eigentümer des barocken fünfflügeligen Abteigebäudes mit zwei innenliegenden Höfen. Dazu gehören auch der große Vorhof der Abtei mit seiner einseitigen spätmittelalterlichen Bebauung und die sogenannte Immunitätsmauer, die zu Beginn des 20. Jahrhunderts errichtete „Turnhalle“ sowie eine spätgotische Doppeltoranlage vor dem linken Seitenflügel und die großflächigen Grünanlagen. Seit 1976 ist die ehemalige Reichsabtei Sitz der Einrichtung „Kunst aus NRW“, die seit 2015 den Namen „Kunsthaus NRW Kornelimünster“ trägt und die ihre Sammlung in der ehemaligen Abtsresidenz und im Nordflügel des Konvents ausstellt.

## Vertretene Künstler (Auswahl)
In den Wechselausstellungen werden aus Sammlungsbestand unter anderem Arbeiten von folgenden Künstlern gezeigt:
| - Mary Bauermeister - Lothar Baumgarten - Bernd und Hilla Becher - Joseph Beuys - Lars Breuer - Heinrich Campendonk - Danica Dakić - Thea Djordjadze - Max Ernst - Bruno Goller - Karl Otto Götz - Gotthard Graubner - Katharina Grosse | - Andreas Gursky - Gerhard Hoehme - Candida Höfer - Konrad Klapheck - Imi Knoebel - Norbert Kricke - Mischa Kuball - Heinz Mack - Ewald Mataré - Ernst Wilhelm Nay - Walter Ophey - Otto Piene | - Sigmar Polke - Albert Renger-Patzsch - Gerhard Richter - Rissa - Tata Ronkholz - Ulrike Rosenbach - Thomas Ruff - Gregor Schneider - Emil Schumacher - Thomas Schütte - Katharina Sieverding - Günther Uecker |